# Jules Benchetrit
Jules Benchetrit (17 aprile 1998) è un attore francese.
Figlio d'arte, suo padre è l'attore Samuel Benchetrit, col quale Jules esordì ancor giovanissimo. Sua madre era l'attrice Marie Trintignant, deceduta tragicamente nel 2003 in seguito alle percosse inflitte dal compagno Bertrand Cantat. Suo nonno era l'attore Jean-Louis Trintignant.
Nel 2018 Jules interpreta il giovane talentuoso pianista Mathieu nel film Nelle tue mani.